# 巡閲行進曲

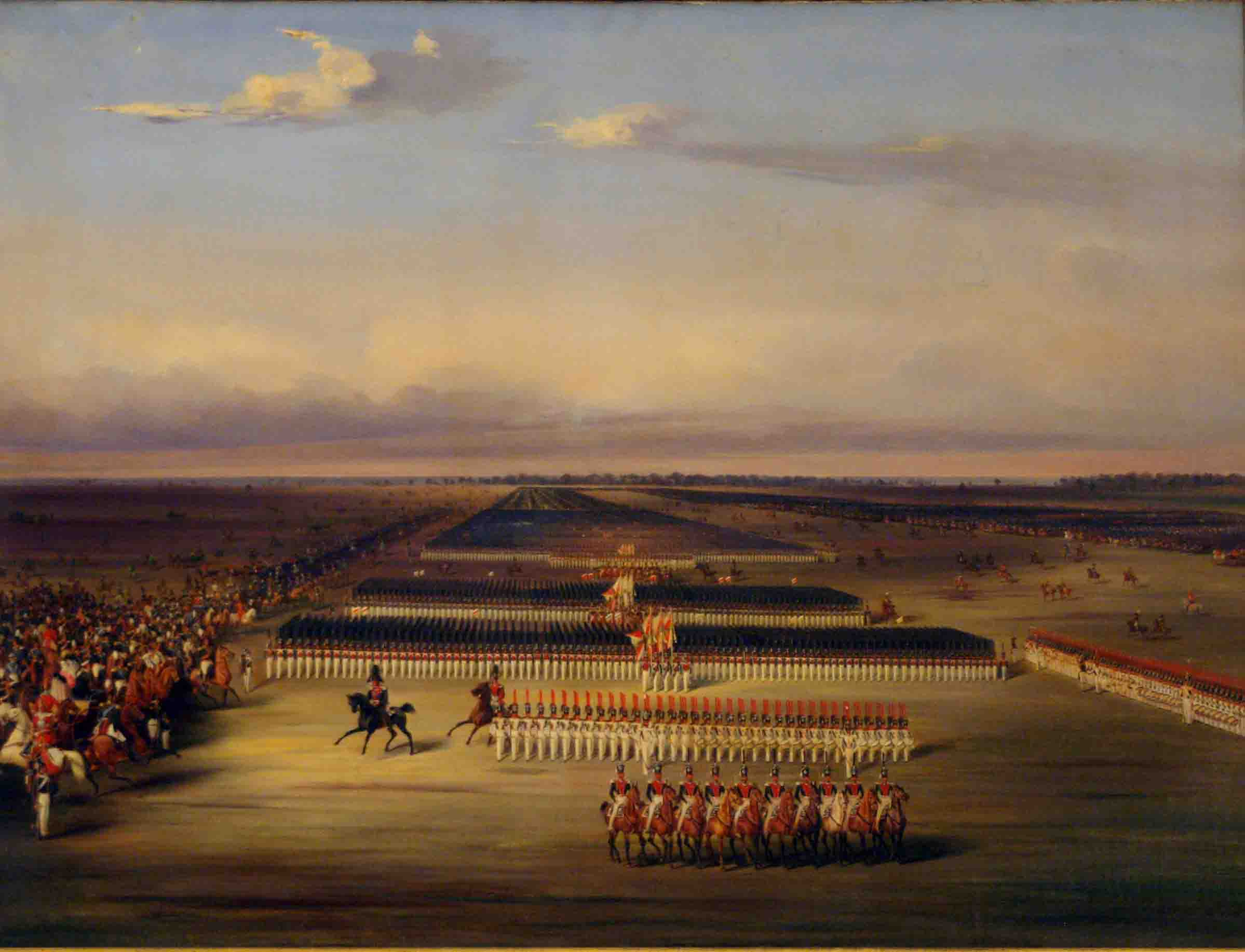
カール・レヒリン『Einmarsch der preußischen Truppen bei der Großen Revue von Kalisch』（1835年）

巡閲行進曲（じゅんえつこうしんきょく、ドイツ語: Präsentiermarsch）は、主にドイツで見られる行進曲の一種。プレゼンティーア行進曲とも。

## 著名な巡閲行進曲
- プロイセン巡閲行進曲（Preussischer Präsentiermarsch）
- バイエルン巡閲行進曲（Bayerischer Präsentiermarsch）
- 海軍巡閲行進曲（Präsentiermarsch der marine） - 海軍
- 航空兵巡閲行進曲（Präsentiermarsch der Flieger） - 空軍（陸軍航空隊）
- ブランデンブルク巡閲行進曲（Brandenburg Präsentiermarsch） - 旧国家人民軍巡閲行進曲（Präsentiermarsch der Nationalen Volksarmee, Präsentiermarsch der NVA）。